# Liv - et billeddigt
|  | Denne artikel er oprettet af botten PalnaBot ud fra en ekstern database. Den kan derfor have sproglige fejl eller mangler. Denne skabelon kan fjernes efter kontrol af indholdet. |

Liv - et billeddigt er en eksperimentalfilm fra 1991 instrueret af Niels Frandsen efter manuskript af Niels Frandsen.

## Handling
Dokumentarisk billeddigt om grundelementerne for liv på jorden: luft, ild og vand.